# سیارک ۶۸۲۱
سیارک ۶۸۲۱ (به انگلیسی: 6821 Ranevskaya، نامگذاری:1986SZ1) شش هزار و هشتصد و بیست و یکمین سیارک کشف شده‌است که در ۲۹ سپتامبر ۱۹۸۶ کشف شد.
قدر مطلق سیارک برابر ۱۲٫۱۰ است.